# Jiménez (Venezuela)
Jiménez è un comune del Venezuela situato nello Stato del Lara.
Il capoluogo del comune è la città di Quíbor.